# Kenora District
Der Kenora District ist ein Verwaltungsbezirk im Nordwesten der kanadischen Provinz Ontario. Hauptort ist Kenora. Die Einwohnerzahl beträgt 65.533 (Stand: 2016), die Fläche 407.268,65 km², was einer Bevölkerungsdichte von 0,2 Einwohnern je km² entspricht. Der Bezirk wurde 1907 aus Teilen des Rainy River District gebildet. Er bedeckt 38 % der Fläche der Provinz, ist größer als Deutschland und fast so groß wie Kalifornien. Das Gebiet nördlich des Albany River, das manchmal auch als Patricia Portion bezeichnet wird, kam 1912 zu Ontario.
In der Provinz Ontario gilt grundsätzlich die „Eastern Standard Time“ (UTC−5). Westlich 90° westlicher Länge gilt jedoch die „Central Standard Time“ (UTC−6). Kenora und Dryden sind, neben den westlichen ländlichen Gebieten des Bezirks, die einzigen Städte im Bezirk, in denen die „Central Standard Time“ gilt. 
Mit dem 23.552 km² großen Polar Bear Provincial Park liegt der größte der Provincial Parks in Ontario im Bezirk.
| Manitoba        | Nunavut                                     | Nunavut              |
| Manitoba        | Kompassrose, die auf Nachbargemeinden zeigt | Cochrane District    |
| Minnesota (USA) | Rainy River District                        | Thunder Bay District |

## Administrative Gliederung

### Städte und Gemeinden
| Ort                        | Status       | Bevölkerung (2016) |
| -------------------------- | ------------ | ------------------ |
| Dryden                     | City         | 7749               |
| Ear Falls                  | Township     | 995                |
| Ignace                     | Township     | 1202               |
| Kenora                     | City         | 15096              |
| Machin                     | Municipality | 971                |
| Pickle Lake                | Township     | 388                |
| Red Lake                   | Municipality | 4107               |
| Sioux Lookout              | Municipality | 5272               |
| Sioux Narrows-Nestor Falls | Township     | 567                |

### Gemeindefreie Gebiete
- Kenora, Unorganized

### Indianerreservationen
- Attawapiskat 91A
- Bearskin Lake
- Cat Lake 63C
- Deer Lake
- Eagle Lake 27
- English River 21
- Fort Albany 67
- Fort Hope 64
- Fort Severn 89
- Islington 29
- Kasabonika Lake
- Kee-Way-Win
- Kenora 38B
- Kingfisher Lake 1
- Kitchenuhmaykoosib Aaki 84
- Lac Seul 28
- Lake of the Woods 31G
- Lake of the Woods 37
- Marten Falls 65
- Muskrat Dam Lake
- Neskantaga
- North Spirit Lake
- Northwest Angle 33B
- Osnaburgh 63B
- Pikangikum 14
- Poplar Hill
- Rat Portage 38A
- Sabaskong Bay 35D
- Sachigo Lake 1
- Sachigo Lake 2
- Sandy Lake 88
- Shoal Lake 39A
- Shoal Lake 40
- Shoal Lake 34B2
- The Dalles 38C
- Wabauskang 21
- Wabigoon Lake 27
- Wapakeka 1
- Wapakeka 2
- Wawakapewin
- Weagamow Lake 87
- Whitefish Bay 32A
- Whitefish Bay 33A
- Whitefish Bay 34A
- Wunnumin 1
- Wunnumin 2